# ボーフォート郡 (ノースカロライナ州)
ボーフォート郡 (Beaufort County) は、アメリカ合衆国ノースカロライナ州に位置する郡である。人口は44,958人（2000年）である。郡庁所在地はワシントンである。

## 地理
アメリカ合衆国統計局によると、この郡は総面積2,483 km2 (959 mi2) である。このうち2,144 km2 (828 mi2) が陸地で339 km2 (131 mi2) が水地域である。総面積の13.64%が水地域となっている。

## 人口動勢
2000年国勢調査で、この郡は人口44,958人、18,319世帯、及び12,951家族が暮らしている。人口密度は21/km2 (54/mi2) である。10/km2 (27/mi2) の平均的な密度に22,139軒の住宅が建っている。この郡の人種的な構成は白人68.44%、アフリカン・アメリカン29.03%、先住民0.16%、アジア0.22%、太平洋諸島系0.02%、その他の人種1.42%、及び混血0.71%である。ここの人口の3.24%はヒスパニックまたはラテン系である。
この郡内の住民は23.40%が18歳未満の未成年、18歳以上24歳以下が7.70%、25歳以上44歳以下が26.10%、45歳以上64歳以下が26.90%、及び65歳以上が15.90%にわたっている。中央値年齢は40歳である。女性100人ごとに対して男性は91.10人である。18歳以上の女性100人ごとに対して男性は87.50人である。
この郡内の世帯ごとの平均的な収入は31,066米ドルであり、家族ごとの平均的な収入は37,893米ドルである。男性は30,483米ドルに対して女性は21,339米ドルの平均的な収入がある。この郡の1人当たりの収入 (per capita income) は16,722米ドルである。人口の19.50%及び家族の15.20%は貧困線以下である。全人口のうち18歳未満の27.60%及び65歳以上の19.30%は貧困線以下の生活を送っている。

## 都市及び町
- Aurora
- バス
- Belhaven
- Chocowinity
- パンテゴ
- リバーロード
- ワシントン
- ワシントンパーク